# Krystyna Pyszková
Krystyna Pyszková (Třinec, 19 de janeiro de 1999) é uma modelo tcheca que venceu o Miss Mundo 2023-2024. Ela é a segunda de seu país a vencer este concurso, depois de Taťána Kuchařová em 2006.

## Biografia
Pyszková nasceu em Třinec e mais tarde mudou-se para Praga.  Antes de ganhar a Miss República Tcheca, Pyszková estudava Direito na Universidade Charles, em Praga, e administração no MCI Management Center Innsbruck, em Innsbruck.

## Concursos de beleza

### Miss República Tcheca
Pyszková participou de seu primeiro concurso em 2022, quando foi selecionada como finalista do Miss República Tcheca 2022.  O concurso foi realizado posteriormente em maio de 2022 e Pyszková venceu, ganhando o direito de representar a República Tcheca no Miss Mundo.

### Miss Mundo 2023
No Miss Mundo 2023-2024, realizado na Índia, ela chegou como uma das grandes favoritas à coroa. Já no concurso ela se destacou ficando entre as quatro finalistas da Europa na prova preliminar Top Model e quatro dias antes da final foi anunciada como uma das 10 finalistas do Beauty with a Purpose, desafio no qual as candidatas precisam apresentar um relatório de um projeto social que estejam desenvolvendo.
Na noite final, em 09 de março, ela foi anunciada como uma das semifinalistas do Top 40, depois do Top 12, do Top 8 e uma das finalistas do Top 4, configurando-se como a melhor europeia da edição. O Top 4 foi formado, além dela, pela representantes de Bostuana, Trinidade e Tobago e Líbano, que acabou ficando como vice Miss Mundo 2023-24.

#### Trabalho como Miss Mundo
Um dia após a final, a MWO anunciou que a primeira viagem internacional de Krystyna seria para Maurício e que ela viajaria acompanhada de diversas misses para  "uma grande aventura para dias de sol e muita diversão".